# Quicksilver Messenger Service (musikalbum)
Quicksilver Messenger Service är det självbetitlade debutalbumet av den amerikanska rockgruppen Quicksilver Messenger Service. Det lanserades i maj 1968 på Capitol Records och blev en hyfsad kommersiell framgång i USA. Gruppen var känd för långa jamsessioner under sina konsertframträdanden, men detta album innehåller mestadels kortare kompositioner med psykedeliska undertoner. Endast det avslutande spåret "The Fool" är mer jaminriktat.

## Låtlista
(upphovsman inom parentes)
1. "Pride of Man" – 4:08 (Hamilton Camp)
2. "Light Your Windows" – 2:38 (Gary Duncan, David Freiberg)
3. "Dino's Song" – 3:08 (Dino Valenti)
4. "Gold and Silver" – 6:43 (Gary Duncan, Steve Schuster)
5. "It's Been Too Long" – 3:01 (Ron Polte)
6. "The Fool" – 12:07 (Gary Duncan, David Freiberg)

## Listplaceringar
- Billboard 200, USA: #63[1]